# Randa Ghazy
Randa Ghazy (Saronno, Itàlia, 1986) és una escriptora italiana, filla de pares immigrats des d'Egipte, que viu a Milà.
Va fer-se famosa per la seva primera novel·la, Somiant Palestina el 2002, escrita amb tan sols quinze anys. Va ser traduïda en quinze llengües, de les quals el català. El llibre va suscitar les ires del centre Simon Wiesenthal. La seva curta edat i la precoç vocació literària contrasten amb la llarga durada del conflicte que dibuixa en la seva primera obra: el conflicte araboisraelià: una crònica cruel i sense embuts de la realitat als territoris ocupats. El 2003 va ser finalista del Premio del Giovedì Marisa Rusconi, un premi literari per a una obra primera, sense guanyar-lo. Continua lluitant contra els excessos del racisme a Italia.

## Obres
- Sognando Palestina, (2002) tradüit en català com Somiant Palestina, [l'amistat, l'amor, la guerra][5]
- Prova a sanguinare: Quattro ragazzi, un treno, la vita (2005)
- Oggi forse non ammazzo nessuno, Storie minime di una giovane musulmana stranamente non terrorista (2007), o: Pot ser que avui no mataré ningú. Historietes d'una jova musulmana curiosament no-terrorista[6][7]